# Lytta magister
Lytta magister là một loài bọ cánh cứng trong họ Meloidae được tìm thấy ở tây nam Bắc Mỹ.
Chúng dài 16 đến 33 mm (0,6 đến 1,3 in), L. magister có đầu, chân và trước ngực màu đỏ nổi bật, với cánh trước màu đen. Chúng có thể được tìm thấy với số lượng lớn ở sa mạc Mojave và sa mạc Colorado vào mùa xuân và thường gặp thành từng bầy.

## Hình ảnh

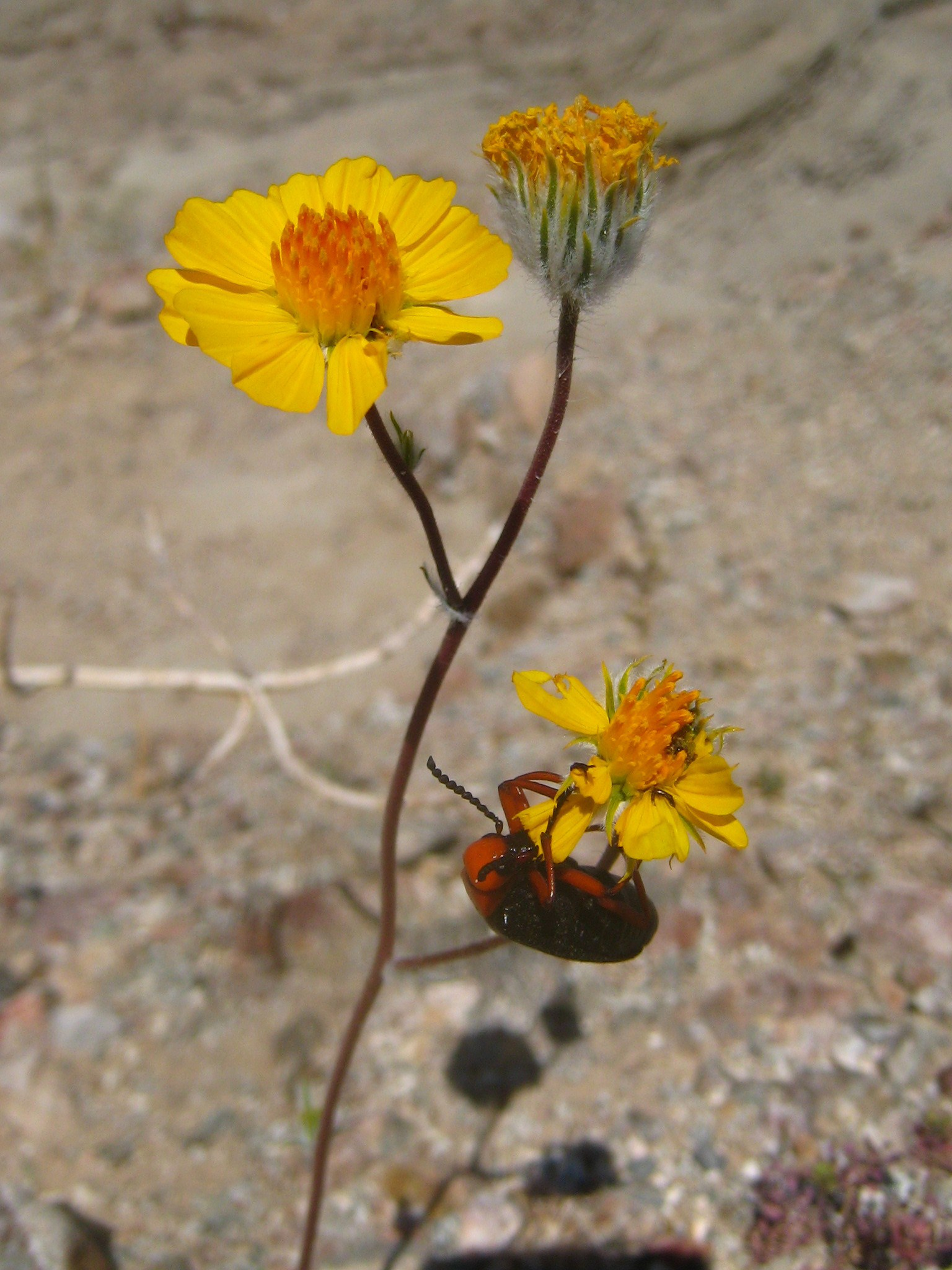
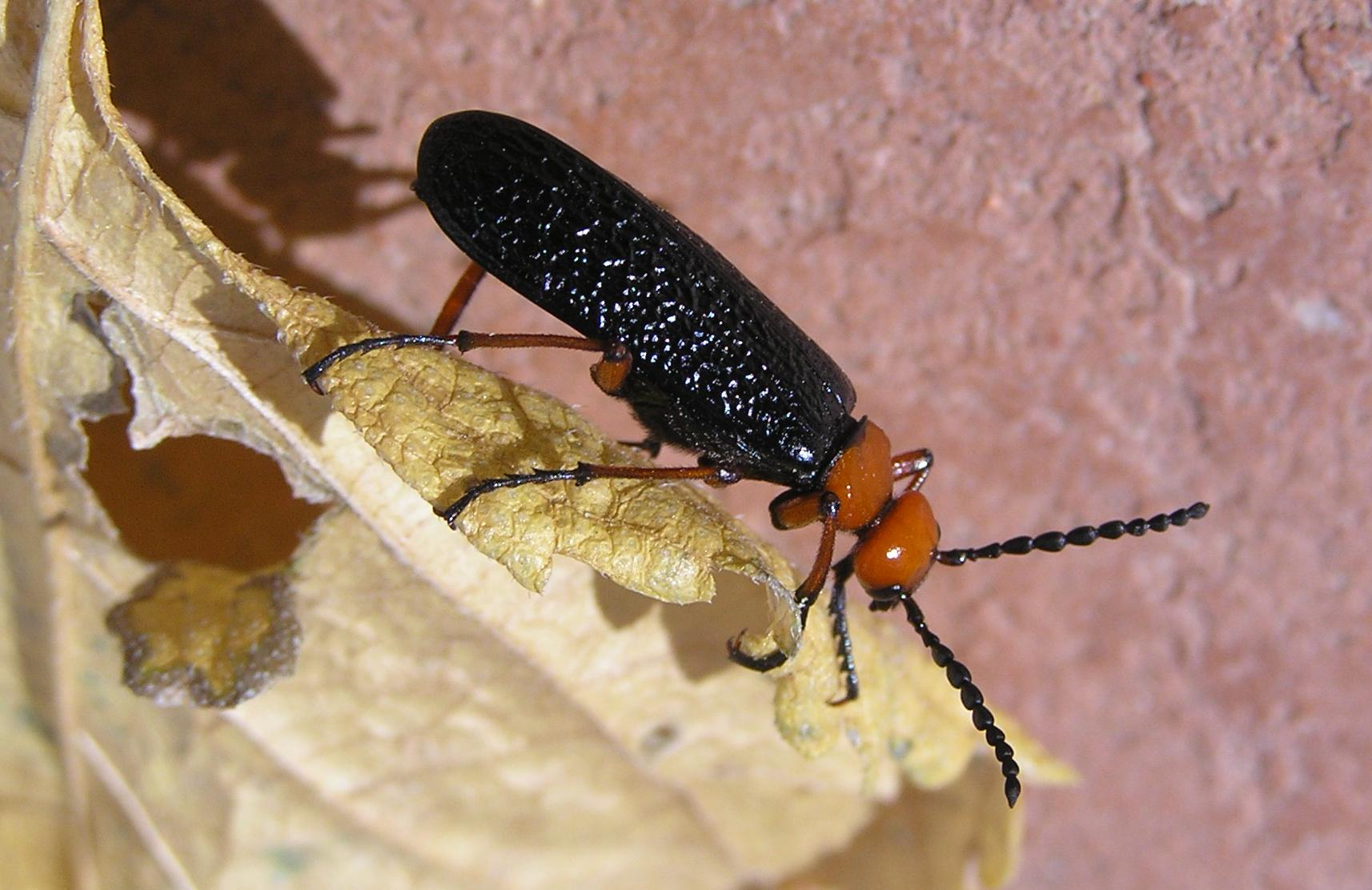

## Hình
- Lytta magister trên phấn hoa ở vườn quốc gia Anza-Borrego, California
- Lytta magister ở vườn quốc gia Anza-Borrego
- Lytta magister ở vườn quốc gia Anza-Borrego
- Lytta magister trên Mesquite Springs trong vườn quốc gia Death Valley
- Lytta magister ở vườn quốc gia Death Valley